# معماری اسلامی در اسپانیا
معماری اسلامی در اسپانیا دوره‌ای مهم در تاریخ معماری اسلامی است. مساجد این دوره متأثر از مکتب سوریه هستند. در این دوره از طاق‌های نعلی و قوس‌های شبدری یا دالبری هم استفاده شد. از این آثار می‌توان به مسجد جامع قرطبه (کردوبا) و کاخ الحمرا (گرانادا) اشاره کرد.

## برخی آثار
- مسجد جامع قرطبه (کردوبا)
- کاخ الحمرا (گرانادا)

## فهرست منابع
ذکرگو، امیرحسین. سیر هنر در تاریخ ۲. انتشارات مدرسه. ۱۳۸۱